# Итуанго
Итуанго (исп. Ituango) — город и муниципалитет на севере Колумбии, на территории департамента Антьокия. Входит в состав субрегиона Северная Антьокия.

## История
До прихода испанцев территорию муниципалитета населяли представители индейского племени es:Nutabes.
Поселение из которого позднее вырос город было основано в 1844 году. Муниципалитет Итуанго был выделен в отдельную административную единицу в 1847 году.

## Географическое положение
Город расположен в северной части департамента, в гористой местности Западной Кордильеры, на расстоянии приблизительно 98 километров к северо-северо-западу (NNW) от Медельина, административного центра департамента. Абсолютная высота — 1550 метров над уровнем моря.

Муниципалитет Итуанго граничит на западе с муниципалитетом Мутата, на юге — с муниципалитетами Дабейба, Пеке, Сабаналарга и Толедо, на юго-востоке — с муниципалитетом Брисеньо, на востоке — с муниципалитетами Вальдивия и Тараса, на севере — с территорией департамента Кордова. Площадь муниципалитета составляет 2347 км².

## Население
По данным Национального административного департамента статистики Колумбии, совокупная численность населения города и муниципалитета в 2012 году составляла 22 148 человек.
Динамика численности населения муниципалитета по годам:
| 2005   | 2006   | 2007   | 2008   | 2009   | 2010   | 2011   | 2012   |
| ------ | ------ | ------ | ------ | ------ | ------ | ------ | ------ |
| 25 088 | 24 643 | 24 203 | 23 780 | 23 362 | 22 952 | 22 538 | 22 148 |

Согласно данным переписи 2005 года мужчины составляли 51,9 % от населения Итуанго, женщины — соответственно 48,1 %. В расовом отношении белые и метисы составляли 96,8 % от населения города; негры, мулаты и райсальцы — 3 %, индейцы — 0,2 %.
Уровень грамотности среди всего населения составлял 69,5 %.

## Экономика
Основу экономики Итуанго составляют сельскохозяйственное производство, заготовка древесины, добыча золота и платины, а также гидроэнергетика.

57,5 % от общего числа городских и муниципальных предприятий составляют предприятия торговой сферы, 30,9 % — предприятия сферы обслуживания, 5,6 % — промышленные предприятия, 6 % — предприятия иных отраслей экономики.